# RC Racer
RC Racer is een halfpipe-attractie in het Walt Disney Studios Park, Hong Kong Disneyland en Shanghai Disneyland (onder de naam Rex's Racer (Mandarijn: 抱抱龙冲天赛车).

## Rit
Het voertuig van de attractie, een grote speelgoedauto, wordt aangedreven met behulp van een lineaire inductiemotor. De magnetische velden die worden opgewekt in de baan zorgen ervoor dat het voertuig gaat bewegen. Van het attractietype zijn meerdere modellen beschikbaar met verschillende hoogtes, Disney heeft in dit geval gekozen voor een model van 25 meter hoog. Het is tevens de tweede samenwerking tussen Disneyland Paris en de attractiebouwer Intamin AG, na de eerste samenwerking bij de attractie Indiana Jones™ et le Temple du Péril, die te vinden in het in Disneyland Park.
Het eerste deel van de wachtrij is gedecoreerd als een speelgoedracebaan, waar onder andere ook slingers en serpentines rondhangen. Ook ligt er een grote afstandsbediening met daarop de tekst OFF - FAST. In het Walt Disney Studios Park hangt deze aan het stationsgebouw. Als er een rit begint, beweegt de hendel naar FAST. Het tweede deel van de wachtrij bevindt zich in het station zelf, dat gedecoreerd is als een plastic speelgoedhuisje.

## Locaties
De eerste versie van de attractie opende in het Walt Disney Studios Park op 17 augustus 2010 en is onderdeel van het themagebied Worlds of Pixar. Een jaar later, 17 november 2011, opende de attractie in Hong Kong Disneyland is het themagebied Toy Story Land. Op 26 april 2018 opende in Shanghai Disneyland Rex's Racers in het themagebied Toy Story Land.

## Afbeeldingen

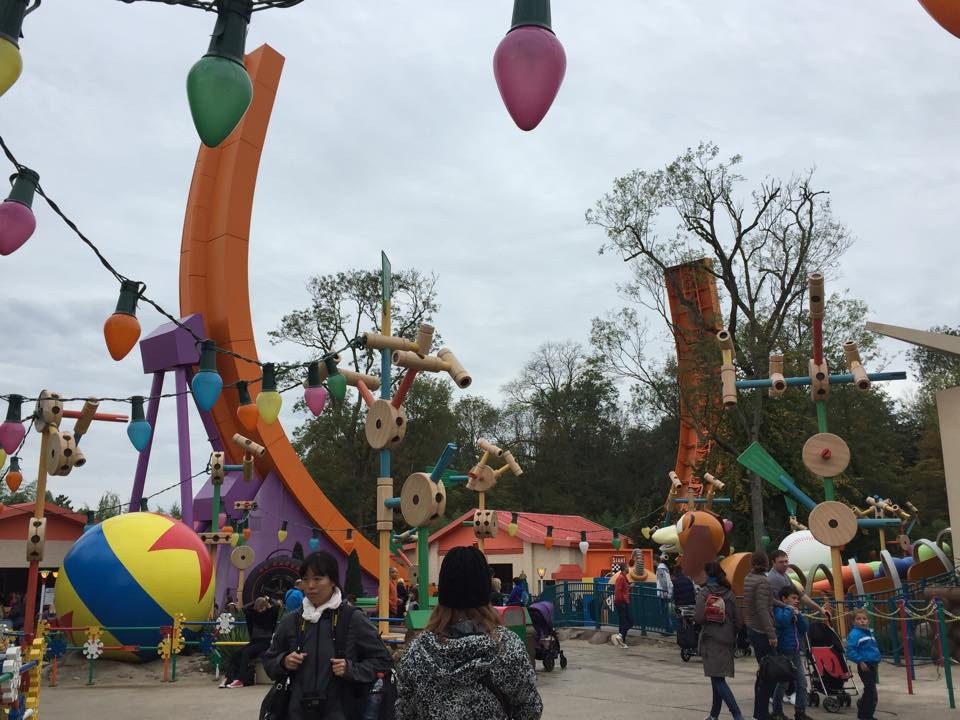
Walt Disney Studios Park
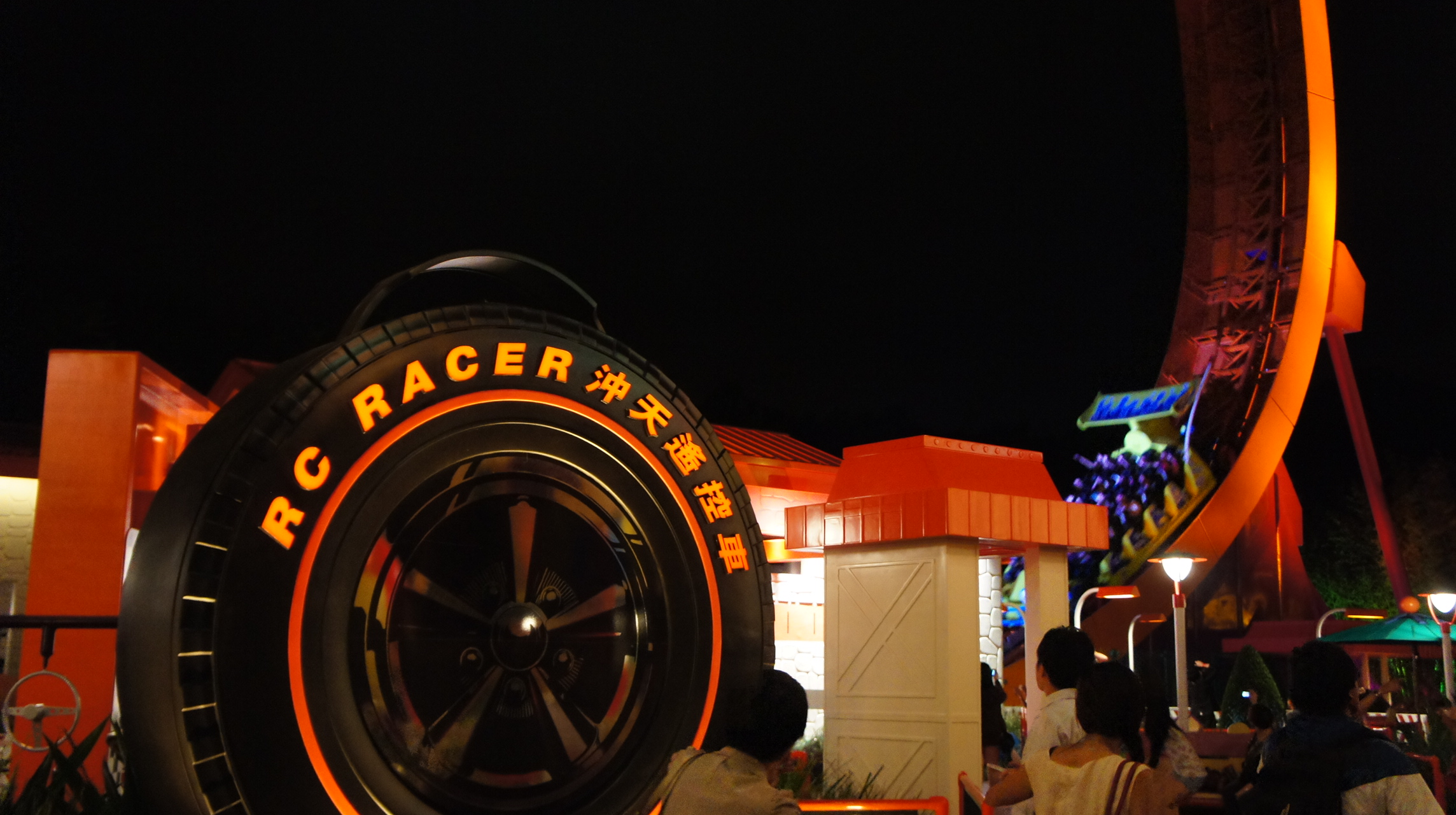
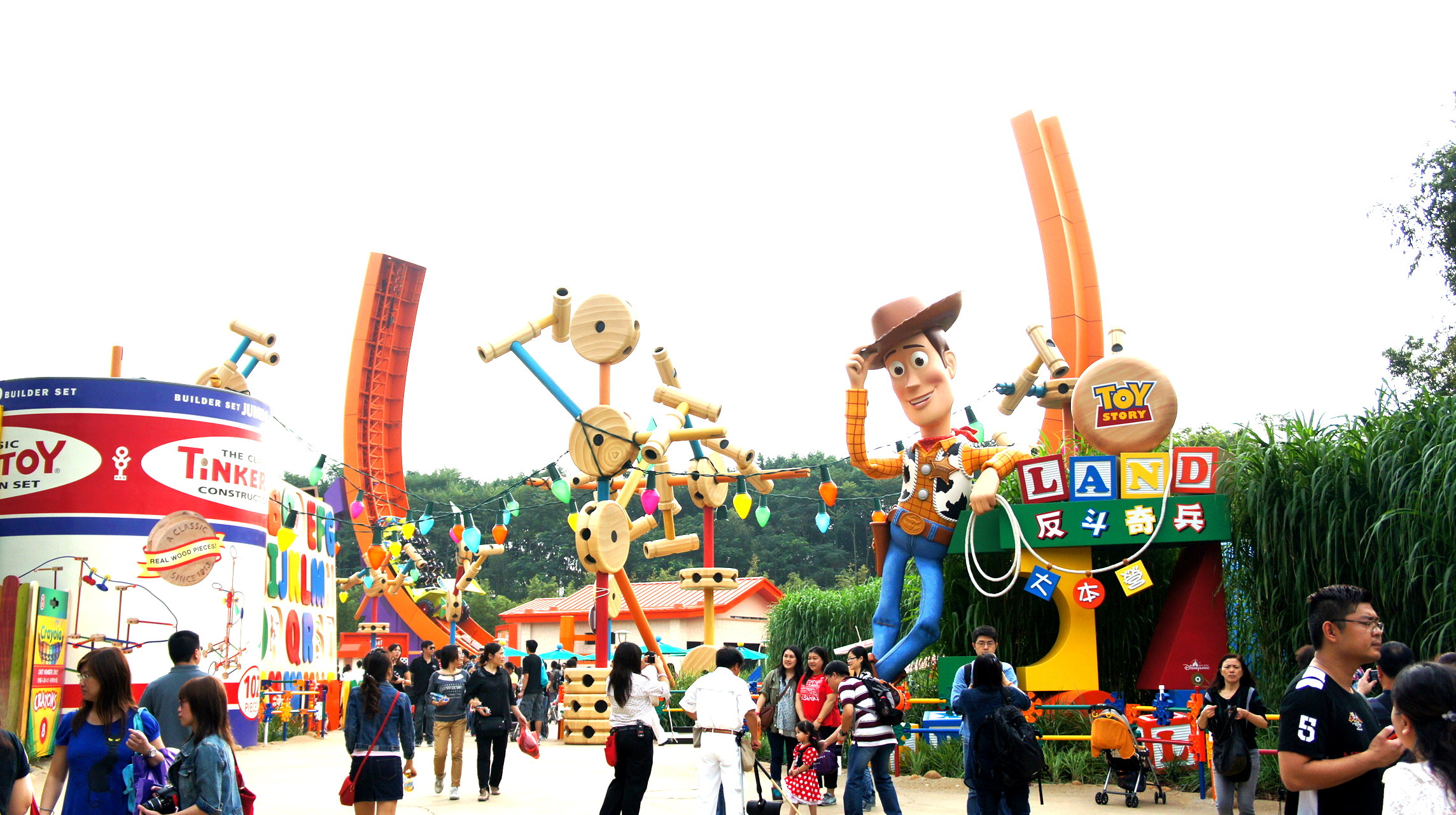

Disneyland Paris · Lijst van attracties in Walt Disney Studios Park · afbeeldingen
Hong Kong Disneyland Resort · Lijst van attracties in Hong Kong Disneyland · Sleeping Beauty Castle · afbeeldingen
Shanghai Disney Resort · Lijst van attracties in Shanghai Disneyland